# Гута (Верушовський повіт)
Гута (пол. Huta) — село в Польщі, у гміні Лютутув Верушовського повіту Лодзинського воєводства.
Населення — 294 особи (2011).
У 1975-1998 роках село належало до Серадзького воєводства.

## Демографія
Демографічна структура станом на 31 березня 2011 року:
|          | Загалом | Допрацездатний вік | Працездатний вік | Постпрацездатний вік |
| -------- | ------- | ------------------ | ---------------- | -------------------- |
| Чоловіки | 154     | 35                 | 106              | 13                   |
| Жінки    | 140     | 28                 | 81               | 31                   |
| Разом    | 294     | 63                 | 187              | 44                   |